# Behind the Screen
Behind the Screen este un film american de comedie din 1916 produs de Henry P. Caulfield și scris și regizat de Charlie Chaplin. În alte roluri interpretează actorii Eric Campbell și Edna Purviance. 

## Distribuție
- Charlie Chaplin - David (Goliath's assistant)
- Edna Purviance - The Girl
- Eric Campbell - Goliath (a stagehand)